# Phacelia
Phacelia es un género de plantas herbáceas, anuales o perennes, algunas de porte arbustivo perteneciente a la familia Boraginaceae. Comprende 57 especies todas nativas del continente americano. Generalmente tienen hojas foliadas y flores acampanadas azules o blancas que nacen en racimos.

## Descripción
Son plantas herbáceas, anuales o perennes, la raíz axonomorfa o los órganos subterráneos reptantes, erectas a decumbentes, generalmente pelosas y frecuentemente glandulosas. Hojas generalmente de 2 tipos; hojas basales frecuentemente arrosetadas; hojas caulinares generalmente alternas, enteras, lobadas, pinnatífidas o pinnatidisecadas. Inflorescencia generalmente en cimas helicoides, racemiformes, terminales, largamente pedunculadas a sésiles, con pocas a numerosas flores. Flores con el cáliz partido casi hasta la base, persistente, frecuentemente acrescente; corola azul, púrpura, lila pálido o blanca, campanulada; estambres generalmente exertos, todos adnatos a y equidistantes de la base del tubo de la corola, un par de escamas o glándulas adnatas al tubo algunas veces presentes en la base de cada filamento; ovario 1-locular con 2 placentas lineares adheridas a las paredes; estilo 1, 2-fido. Cápsulas ovoides a globosas, la dehiscencia loculicida; semillas 2-numerosas, diminutamente rugoso-areoladas.

## Taxonomía
El género fue descrito por Antoine-Laurent de Jussieu y publicado en Genera Plantarum 129. 1789. La especie tipo es: Phacelia secunda J.F. Gmel. 

## Algunas especies
- Phacelia acanthominthoides
- Phacelia acaulis
- Phacelia adenophora
- Phacelia adspera
- Phacelia affinis
- Phacelia campanularia
- Phacelia crenulata
- Phacelia distans
- Phacelia pedicellata
- Phacelia perityloides
- Phacelia pinnatifida
- Phacelia secunda
- Phacelia tanacetifolia